# Сценографија
Сценографија је сложеница грчког порекла од речи сцене (грч: σκηνη, што значи позорница), и речи графеин (грч.: γραφειν, која пак значи писати или описати). Сценографија је дакле једноставно - опис оног што је на позорници.
Сценографија данас значи вештину израде ликовне позадине позоришног, филмског или телевизијског дела (илузије). Ова делатност се односи првенствено на ликовно осмишљавање простора појединих чинова (у позоришту), или кадрова (на филму), у складу са текстуалним предлошком дела којег треба пренети на сцену, у складу с теоретским и практичним аспектима предлошка. Рад сценографа везан је уз појам простора у којем ће се дело збивати, он га мора осмислити (изградити), променити га (по потреби дела) и сместити у њега протагонисте дела. Улога сценографа је по много чему слична и који пут аналогна улози драматурга. Сценограф је само део тима који осмишљава неко позоришно, филмско или телевизијско дело, - он је нужно везан уз редитеља с којим заједнички осмишљава реализацију.
Сценографија данас није појам нужно везан само уз позориште, филм или телевизију, данас се то односи на свако осмишљавање простора намењено некој јавној изведби, од изложби до политичких догађања.
Сценографија се сели и у виртуални свет рачунарских игара и програма, и за њих треба осмислити простор у којем ће се виртуалне радње збивати.

## Етимологија и културолошка тумачења
Термин сценографија је грчког порекла (skēnē, што значи 'постављање или изградња сцене'; grapho, што значи 'описати') првобитно је детаљно описан у Аристотеловој Поетици као 'skenographia'. Ипак, у континенталној Европи, термин је уско повезан са професионалном праксом сценографије и синоним је за термин 'сценски дизајн' на енглеском језику. У новије време, термин је коришћен у музеографији у смислу кустоса музејских експоната.

## Историја
У ономе што није прва употреба термина, Антонио Kаjми, 1862. године, описује категорију уметника који практикују pittura scenica e l'architettura teatrale, инспирисано уметником Фердинандом Гали-Бибијеном, који је такође био познат као сликар квадратуре, или архитектонског сликарства (обично обманских приказа архитектуре на плафонима или зидовима). Кајми ово назива и сценографска уметност, и напомиње да је био потребан генијалан инжењеринг да би се створиле покретне гарнитуре или створиле илузије окружења. Породица Гали да Бибијена била је педигре сценографске уметности која се појавила у Болоњи касног седамнаестог века, али се проширила широм северне Италије до Аустрије и Немачке. Још једна велика породица позната по позоришној сценографији били су чланови презимена Квалио.
Каjми даље помиње практичаре сценографије у другој половини 18. века и почетком 19. века у Ломбардији. Преглед историје сценског сликарства, архитектуре и дизајна под утицајем Италије до деветнаестог века, дао је Ландријани.

## Употреба
Иако је такође у складу са професионалном праксом сценографа, важно је разликовати појединачне елементе који чине „дизајн“ перформансног догађаја (као што су светло, окружење, костим, итд.) од термина „сценографија“, који је уметничка перспектива која се тиче визуелне, искуствене и просторне композиције перформансе. Под утицајем рада пионира модернизма Адолфа Апије и Едварда Гордона Крега, сценографија предлаже да се дизајнерске праксе у оквиру перформансе сматрају равноправним партнером, поред осталих елемената као што су књижевни текстови и техника извођења, у оквиру конструкције и рецепције значења. Пракса сценографије је стога холистички приступ композицији перформанса и може се применити на дизајн или кустос догађаја унутар и изван конвенционалног позоришног окружења. Или, како Памела Хауард наводи у својој књизи Шта је сценографија?:
„Сценографија је беспрекорна синтеза простора, текста, истраживања, уметности, глумаца, редитеља и гледалаца која доприноси оригиналном стваралаштву.“
Џослин Макини и Филип Батерворт проширују ово и сугеришу да се:
„Сценографија се не бави само стварањем и представљањем слика публици, већ се бави пријемом и ангажовањем публике. То је чулно и интелектуално искуство, емоционално и рационално.”

## Сценографска теорија
Иако не постоји јединствена теорија сценографије, Рејчел Хан се залагала за разлику између „сценографије“ и „сценографике“. Хан уводи овај оквир оцртавањем употребе кључних терминологија:
„Као део ове диференцијације, сценографском својству приступам као оријентацији и сценографији као занату. Моја намера је да мапирам како се ови очигледно повезани концепти примењују на уметничке и друштвене сценарије изван институционалних концепција позоришта. Покушавам да одвратим читаоца од разумевања појмови сценографије као сингуларних и монолитних. Моје усвајање сценографије наглашава инхерентну плуралност и многострукост која одржава сценографски сусрет. Сходно томе, сценографске особине произилазе из комбинације оријентационих стимулуса који премашују строге онтологије емпиризма и компликују уредно раздвајање позоришних заната.”
Сценографика је скуп особина оријентисаних на место које су често експлицитне у позоришту, али су присутне и у другим сценографским културама као што су баштованство и визуелни маркетинг. Ове особине привлаче пажњу на „поретке света“ применом метода који обликују или иритирају како различите светске оријентације (било да се ради о материјалности и текстури, фамилијарности и блискости, као и идеологијама нације и идентитета) седе заједно као део шире географије. Хан консолидује ову позицију тврдећи да „говорити о инсценацији значи говорити о томе како сценографија представља различитост места”. Сценографија је „интервентни чин оријентације који компликује, открива или бодује процесе световања“.
Коначно, Хан предлаже да сценографија представља формулу за све сценске атмосфере, тврдећи да „нема сцена без сценографије“. Ово се заснива на аргументу да су „све позорнице такође сцене“ који оспорава „детерминистичку претпоставку да сцене претходе сценографији“. У овом моделу, сцене се манифестују кроз карактеристике сценографије које се оријентишу на место (а не обрнуто). Импликације овога су да је сво позориште сценографско - чак и ако нема дефинисане објекте или 'поставку' - јер се сво позориште изводи на сцени. Хан сажима ову позицију користећи хибридну 'сцену-сцену' када расправља о тензијама између историја ових пракси, посебно у односу на оригинални грчки skene као физички шатор или колибу која је ултиматно обликовала тренутне концептуализације 'сцене'.